# Maison dite hollandaise (Bordeaux)
Les deux maisons jumelles dites maisons hollandaises, situées aux 28 et 29 quai des Chartrons à Bordeaux, ont été construites vers 1680 par le bourgeois et marchand Hilaire Renu qui n'était pas d'origine hollandaise. 
La présence de pignons sur la façade donnant sur les quais de la Garonne constitue leur principale originalité, puisque ces maisons échappent à la loi de 1667 imposant aux négociants de construire une façade à mur gouttereau, et non à pignon. Elles constituent donc le dernier exemple de maison à pignon sur la façade des quais. L'architecture de ces maisons serait inspirée de celle des maisons flamandes. Les pignons à corniches et rampants, sont encadrés d'ailerons à volutes et têtes de lions. Chacun des niveaux sont séparés par des bandeaux plats horizontaux. Les fenêtres sont à meneaux.
Cette architecture rappelle la prépondérance des Hollandais et des Flamands dans le commerce bordelais au XVIIe siècle.
Les façades et les toitures ont été inscrites au titre des monuments historiques par arrêté du 17 avril 1990.